# Петровский (Октябрьский район)
Петровский — поселок в Октябрьском районе Челябинской области России. Входит в состав Крутоярского сельского поселения.

## География
Расположен в юго-восточной части района, возле границы с Республикой Казахстан, на берегу реки Уй, на расстоянии примерно 58 километров к северо-западу от села Октябрьское, административного центра района.

## История
Посёлок основан в 1921 как хутор при артели им. Буденного. В 1935 на базе артели организован колхоз имени Буденного.

## Население
| 2002 | 2010 |
| ---- | ---- |
| 372  | ↘250 |

(в 1926 — 64, в 1995 — 328)

## Улицы
- Улица Гагарина
- Набережная улица
- Улица Чкалова